# ژیگول (خوش‌پوش)

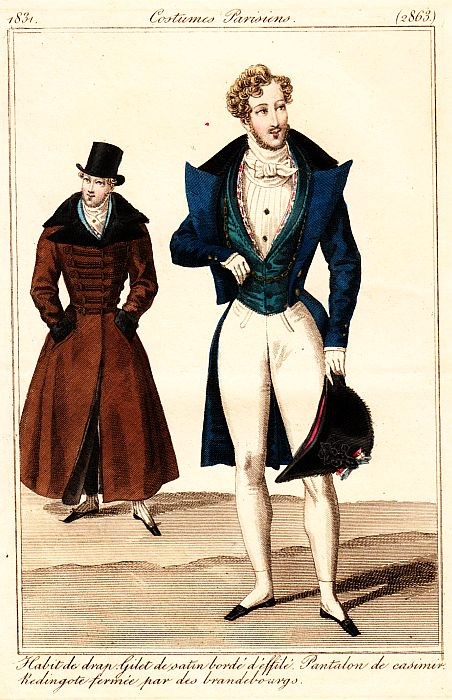
لباس‌های پاریسی: ژیگول‌های پاریس در سال ۱۸۳۱

خودآرا، خوش‌پوش، شیک‌پوش، ژیگول، قِرتی، مُزَلَّف، کَج‌کلاه‌خان، جِرت و قوز، فُکُلی، پاف (معادل «داف» برای مذکرها) (به انگلیسی: Dandy) در ادبیات سدهٔ نوزدهم میلادی و حوالی آن در اروپا، مَردی است که اهمیتِ ویژه‌ای برای ظاهر فیزیکی و آراستگیِ شخصی، زبانِ شیوا و سرگرمی‌هایِ فراغتی قائل است. مخصوصاً در اواخر سدهٔ هجدهم و اوایل سدهٔ نوزدهم در بریتانیا، یک ژیگول می‌توانست چه از نظر شخصی و چه از نظرِ شخصیتی یک مرد خودساخته باشد که صرف نظر از خاستگاه، تولد و پیشینه‌اش از طبقه متوسط، سبک زندگیِ اشرافی را تقلید می‌کرد.
نخستین ژیگول‌ها اربابان کوچک (Le petit-maître) و اراذل و اوباشِ ماسک‌پوشِ (Muscadian) ارتجاع ترمیدوریِ طبقه متوسط (۱۷۹۴–۱۷۹۵) بودند منتها به صورت کلی، ژیگول‌پوشیِ مدرن در میان جوامع طبقاتیِ اروپا آن هم در دورهٔ انقلاب‌های دههٔ ۱۷۹۰، به ویژه در لندن و پاریس، ظهور کرد.
این واژه، بار معناییِ فکری و فلسفی نیز داشت و به نوعی سبک فکر و زندگی هم اشاره می‌کرد و فقط مربوط به پوشش نبود. اسکار وایلد می‌گفت: «ژیگول‌بودن یعنی اِبرازِ این نکته که زیبایی چیزی است به تمام معنا متجدد.» آنگونه که رمان‌نویسِ ویکتوریایی، جرج مردیت تعریف کرده است، یک «ژیگول» در محیط‌های اجتماعی، شخصیتی با بدبینی افراطی یا سویه‌های روشن‌فکرانه («ژیگول‌گرایی روشنفکرانه») محسوب می‌شد. توماس کارلایل در رمان خود «سارتور ریسارتوس» (۱۸۳۱)، ژیگول را در معنایِ صِرفِ «مردی مُلَبَّس» قبول نداشت. انوره دو بالزاک در رمان «دختری با چشمان طلایی» (۱۸۳۵)، زندگی عاطل و باطل یک ژیگولِ نمونهٔ فرانسوی را روایت می‌کرد که سقوطش ناشی از رمانتیسیسمِ وسواس‌گونه‌اش در جستجوی عشق بود و او را به تسلیم شدن در برابر شور جنسی و حسادت مرگبار سوق داد.
همچنین شارل بودلرِ شاعر، ژیگول را به عنوان یک سرزنش وجودی علیهِ هم‌نواییِ مردان طبقه متوسطِ معاصر به تصویر کشید و ایدهِ زیبایی و زیبایی‌شناسی (Aesthetics) را شبیه به یک دینِ زنده پروراند. سبک زندگیِ ژیگولی از برخی جهات، به عنوان رویکردی برای زندگی روزمره، «به معنویت و رواقی‌گری نزدیک می‌شود»، و پیروان آن «در هیچ حالت دیگری نیستند، جز در حالِ پرورش ایده زیبایی در وجود خود، ارضای احساسات، عواطف و تفکرِ خود… [زیرا] ژیگول‌گرایی نوعی رمانتیسم است. برخلاف آنچه به نظر می‌رسد بسیاری از افراد بی‌فکر باور دارند، ژیگول‌گرایی، لذتِ بیش از حد از لباس و ظرافت مادی نیست. برای یک ژیگولِ تمام‌عیار، این چیزهای [مادی] چیزی بیش از نماد برتری اشرافی ذهن نیستند.»
پیونددادنِ لباس با اعتراض و موضعِ سیاسی، یک نگاه خاص انگلیسی و مرسوم در بریتانیای سدهٔ هجدهم بود و ژیگول‌پوشی، شکلی ارتجاعی از اعتراض علیه برابری اجتماعی محسوب می‌شد؛ بنابراین، ژیگول، در اشاره به مردانی باشخصیت و «خودساخته»، نمایانگر اشتیاقی نوستالژیک برای ارزش‌های فئودالی و آرمان‌های «یک جنتلمن کامل» و «یک اشراف‌زادهٔ مستقل» بود. به‌طور متناقضی، وجود اجتماعی ژیگول‌ها، برخلاف ادعای بهره‌مندی از ارزش‌های والایِ غیرِ مادّیِ ایشان، نیازمند نگاهِ خیرهٔ تماشاگران، مخاطبان و خوانندگانی بود که «زندگی‌های موفق بازاریابی‌شدهٔ (مادَّتاً مُرَفَّهِ)» خود را در حوزه عمومی به مصرف می‌رساندند. چهره‌هایی مانند اسکار وایلدِ نمایشنامه‌نویس، و لرد بایرونِ شاعر، تجسم نقش‌های اجتماعی دوگانهٔ ژیگول بودند: ژیگول نویسنده و ژیگول «شخصیت‌مند»؛ هر نقش منبعی از شایعات و رسوایی بود که هر مرد را به قلمرو سرگرم‌کردنِ افراد طبقات بالای جامعه محدود می‌کرد.

## واژه‌شناسی
کهن‌ترین شاهد از واژهٔ «Dandy» به یک موسیقی اسکاتلندی در دهه ۱۷۰۰ بازمی‌گردد. در اواخر سدهٔ هجدهم میلادی گفته می‌شد که این واژه، مخففِ عبارتِ «Jack a dandy» است که برای توصیف مردان متکبر به کار می‌رفته است. در جایی از ترانهٔ احمق آمریکایی که بریتانیایی‌ها برای تمسخرِ استقلال‌طلبانِ آمریکایی سروده بودند گفته می‌شود: «یانکیِ احمق اومد به شهر/سوار یه اسب کوچولو/یه پر زده به کلاهش/بهش میگه ماکارونی (نام یک مد لباس در آن زمان)/یانکیِ احمقِ دَندی». این ابیات، اینکه دَندی نامی برای مُلَبَّسانِ به پوشاکی خاص بوده است را محتمل‌تر می‌کنند. در بافتاری دیگر، تصنیفی اسکاتلندی در حدود سال ۱۷۸۰ از واژهٔ دَندی در مفهوم متفاوت‌تری استفاده می‌کند. در سدهٔ هجدهم، واژهٔ «Fop» نیز به مرور در بریتانیا مرسوم شد که در مقام قیاس، یک «Fop» پوششِ غلیظ‌تری از یک «Dandy» می‌داشت.
سپاس ریوندی، ترجمهٔ «ژیگول» را برای واژهٔ «Dandy» مناسب‌تر می‌داند و در این راستا، چندین نکته دربارهٔ این واژه را یادآوری می‌کند: نخست در باب معنای آن، واژه‌نامهٔ آکسفورد، این واژه را «مردی که بیش از حد در بَندِ مُد، خوش‌لباسی و خلاصه سَر و ظاهرِ خویش است» معنا می‌کند. همچنین کسانی که در سدهٔ نوزدهم میلادی خود را Dandy می‌نامیدند، هدفشان نه فقط زیباپوشی که نوعی مخالفت با خشکه‌مذهبی دینی و زیستِ بی‌ذوق‌وهنرِ اقتصاداً حسابگرانهٔ آن زمان هم بود. این واژه در فرانسهٔ آن زمان، دال بر روحیهٔ تجددخواهانهٔ مَدلولانش هم بود؛ بنابراین این واژه در همان زمان، افزون براینکه توسط مخالفانِ «Dandy» ها برای توهین و تمسخرِ ایشان به کار می‌رفت، واژه‌ای کاملاً منفی نبود و خودِ «Dandy» ها خودشان را با افتخار با این صفت معرفی می‌کردند. اما تمامی معادل‌های فارسی‌ای که می‌توان به‌ویژه طبق تعریفِ مذکورِ واژه‌نامهٔ آکسفورد پیشنهاد کرد، مانندِ قِرتی، مزلّف، کَج‌کلاه‌خان، جِرت و قوز، فُکُلی، پاف (معادلِ داف برای مذکرها) و حتی همین ژیگول، کمابیش دارای نوعی بار معنایی منفی هستند. یک ترجمهٔ دیگر از «Dandy»، «خودآرا» است که ریوندی آن را برعکسِ واژگانِ مذکور، زیادی «وَزین» و «غیرِ عامیانه» می‌داند. خودِ واژهٔ «ژیگول» نیز از واژهٔ فرانسوی «ژیگولو» آمده است که دهخدا آن را «مرد خودآرا که پیوسته در لهو و لعب و مجالس رقص وقت بگذراند.» تعریف کرده است.